# 比利時及北法蘭西軍事行政區

比利時及北法蘭西軍事行政區

比利時及北法蘭西軍事行政區（德語：Militärverwaltung in Belgien und Nordfrankreich）是納粹德國在第二次世界大戰期間設立的軍事行政區之一，範圍包括現在的比利時和法國的北部大區及加萊。1944年7月，該行政區被廢除。法國北部的部分地區被劃入這一行政區據傳是因為軍事上的考慮。

## 外部連結
- （德文） Militärbefehlshaber Belgien/Nordfrankreich: Gliederung （页面存档备份，存于） (administrative structure) at Lexikon der Wehrmacht